# ضنضرمة
الضُنضُرمة أو الدُندُرمة هي نوع من المثلجات التركية والتي غالباً تصنع من القشدة والقشدة المخفوقة والسحلب والمستكى والسكر، يعتقد بأنها نشأت في مدينة مرعش. والكلمة تعني مُجمّد.

## طالع أيضًا
- بوظة (حلوى)